# Mamshit
Mamshit (en hébreu : ממשית) est la ville nabatéenne de Memphis, aujourd'hui située dans le Néguev en Israël à proximité de la ville de Dimona. Elle fait partie de la route de l'encens nabatéenne. En raison de cette importance historique, l'UNESCO a accordé à quatre villes du Néguev le statut conjoint de site du patrimoine mondial de l'UNESCO : Haluza, Mamshit, Avdat, Shivta.
C'est la plus petite des quatre, avec 10 acres (40 000 m2), mais la mieux restaurée. Les maisons luxueuses d'autrefois disposent d'une architecture inhabituelle chez les Nabatéens. Des rues entières sont restées intactes. On trouve encore de grands groupes de bâtiments, avec des pièces nabatéennes ouvertes, avec patios et terrasses. Les pierres sont soigneusement taillées et les arches qui soutiennent le plafond sont remarquablement bien construites.
Fondée au 1e siècle avant notre ère, Mamshit devint au IVe siècle la seule ville entièrement fortifiée du Néguev. Les fouilles ont mis au jour des réservoirs, des tours de guet, deux églises du IVe siècle et des cimetières romains et byzantins. Bien conservé, un grand pavement en mosaïque dans la cour de l'église Saint-Nilus.
| \| Avdat Mamshit Haluza Shivta Moa Nekarot Saharonim Makhmal Kasra Nitsana Pétra Gaza \| Sites nabatéens du Néguev |
| Avdat Mamshit Haluza Shivta Moa Nekarot Saharonim Makhmal Kasra Nitsana Pétra Gaza                                 |